# Pristimantis ameliae
Pristimantis ameliae là một loài động vật lưỡng cư trong họ Strabomantidae, thuộc bộ Anura. Loài này được Barrio-Amorós mô tả khoa học đầu tiên năm 2012.